# スーパーグッピー
B-377-SG/SGT スーパーグッピー
NASA所有のスーパーグッピー・タービン
- 用途：貨物機
- 製造者：エアロ・スペースライン（英語版）、エアバス
- 運用者：エアロ・スペースライン（英語版）、NASA、エアバス、エアロマリタイム[1]
- 初飛行：1965年8月31日[1]
- 生産数：5機（SG1機、SGT4機）[1]
- 運用状況：運用中

スーパーグッピー (Aero Spacelines B-377 Super Guppy) は、大型ロケットエンジンや旅客機の主翼や胴体などのように特大サイズの貨物を空輸するために製造された広胴貨物輸送機。製造当時は世界最大の容積を持つ飛行機であった。

## 概要
ボーイング377の軍用タイプであるC-97Jをベースにエアロスペースラインズにおいて改造したものである。これ以前に、同様の貨物室拡大の改装を受けたプレグナントグッピーがあり、この機体よりも大きいという意味でスーパーグッピーと命名され、後にターボプロップに交換した「スーパーグッピー・タービン」となった。合計5機が製造された。
1960年代にアポロ計画のサターンロケットを空輸するために改造されたものであり活躍していた。また、スーパーグッピー4機が1970年代から、ヨーロッパのエアバスインダストリー（エアバス）で欧州各地に分散する生産拠点から、胴体や翼などの大型品を最終組立工場まで輸送するため、自社の航空貨物会社エアバス・スカイリンクで運用していた。そのためライバルメーカーであるボーイング社がエアバスの生産のために手助けしていたことになり、「全てのエアバス機はボーイングの翼によって届けられた」と揶揄された。この状態はエアバスが自社製造のエアバス ベルーガ輸送機を導入したことによって解消された。
現在でもNASAで1機が運用されているが、元の377として製造されてから半世紀以上が経過しているため、補修部品は再生品や在庫で凌いでいるという。
NASAでは大型の機材の空輸に利用しており、練習機として使うT-38なら翼の端を取り外せば2機同時に格納することが出来る。国際宇宙ステーションの建設時には構成要素毎に特別な架台を設置しつつ運搬するのに使われた。

## 機体
主翼と機首周りはC-97Jをそのまま使用してるが、基本構成はC-97から大きく改造されており、垂直尾翼は貨物室の膨らみに隠れないように大型化している。貨物室を拡大するため胴体部は新造されたが、コストを抑えるため降着装置はB-52、窓はKC-97から流用している。
エンジンは当初原型機と同じR-4360-B6だったが、のちにターボプロップに交換している。1機はP&W T-34-P-7搭載のSG型、4機はアリソン 501-D22Cエンジン搭載のSGT型となっている。SGT型はP-3のエンジンナセルとC-130のプロペラとスピナーキャップをそのまま流用している。なおエンジンを自力で始動できないため地上の設備が必要となる。
NASAの機体はアナログ計器をデジタル化するなどの改修を行ったが、操縦系統は原型機と同じケーブル式で自動操縦装置も無いため操縦にはかなりの力が必要となる。また毎回異なる大型の貨物を運び、空荷状態では横風の影響が強くなることもあり操縦は難しい。疲労を軽減するため1度のフライトでもパイロットが数回交代するが、操縦資格を有する者は6名しかいないという。操縦室は与圧されており、副操縦士席の後ろに航空機関士の席が外向きに設置されている。機長席の後ろは貨物の監視などを担当するロードマスターの席である。
大型の機体であるが、エアステアは機体右側の地面に近い位置にあるため数段しかない。
貨物扉を開けるには操縦ケーブルを外す必要があるため、ケーブルの途中に脱着用の金具があり、再調整無しで接続できる。貨物扉を開けるにはケーブルを外し、ロックを解除して車両で扉を牽引するため、作業に1時間ほどかかる。
航続距離は約3,200 kmであるが、貨物の重量によっては最大離陸重量をクリアするため燃料を減らしテクニカルランディングで対応している。
特徴的な外観から航空評論家の佐貫亦男は「世界でもっとも醜い極限を示した航空機」と表現している。

## 派生型
Aero Spacelines B-377-SG Super Guppy
エンジンをP&W T-34-P-7に換装したモデル。1機製造。

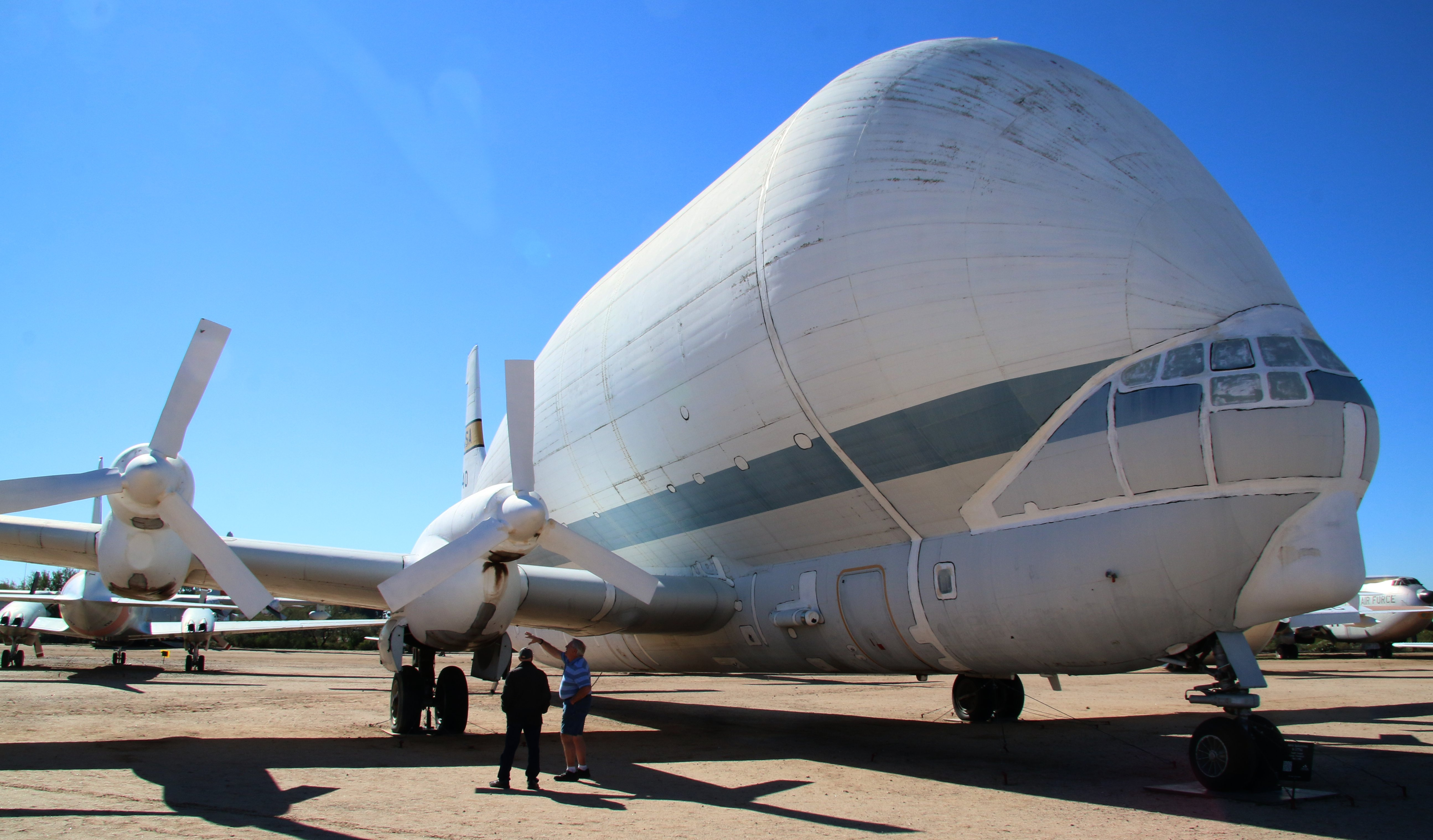
グッピー201

Aero Spacelines B-377-SGT Super Guppy Turbine (Guppy 201)
エンジンをアリソン 501-D22Cに換装したモデル。4機製造。
同じエンジンを使用するP-3のエンジンナセル、C-130のスピンナとプロペラを流用している。

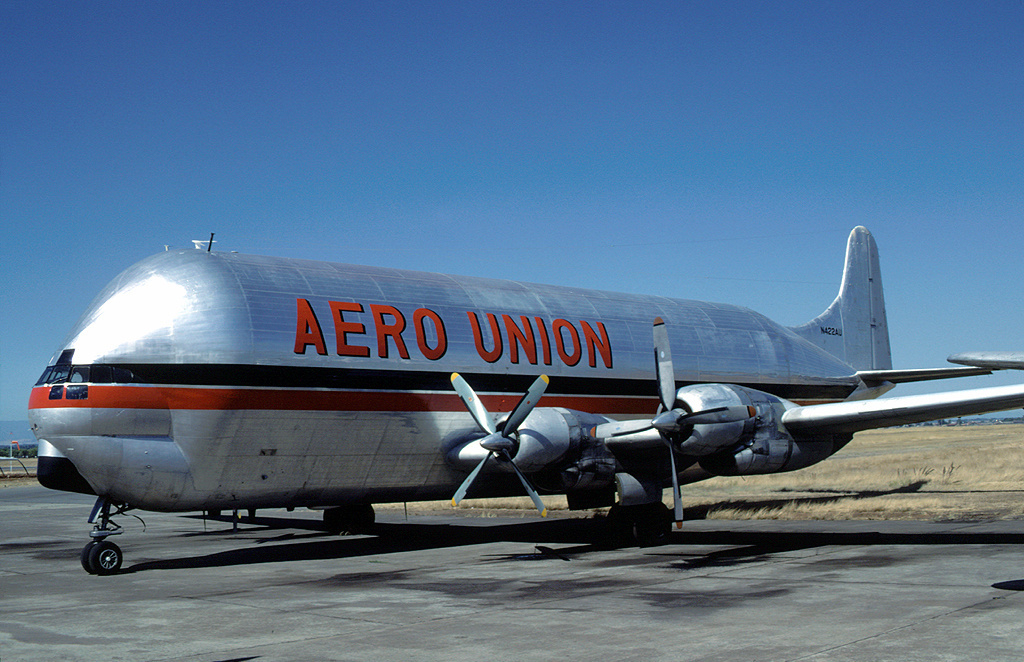
ミニグッピー
スーパーグッピーよりも小型の機体。

## 現存する機体
シリアルナンバー：52-2693
スーパーグッピーのオリジナル仕様。N940NS。
デビスモンサン空軍基地に隣接するピマ航空宇宙博物館で保管中。
シリアルナンバー：0001
スーパーグッピータービンの1号機。N211AS
イギリスのブランティングソープ小型飛行場で展示中。
シリアルナンバー：0002
スーパーグッピータービンの2号機。N212AS。元エアバス所有機。
フランスのトゥールーズ・ブラニャック空港で展示中。空港にはエアバスの工場が隣接しておりエアバス ベルーガも頻繁に飛来する。
シリアルナンバー：0003
スーパーグッピータービンの3号機。F-GDSG。元エアバス所有機。
ドイツのハンブルク・フィンケンヴェルダー空港で展示中。空港にはエアバスの工場が隣接しておりエアバス ベルーガも頻繁に飛来する。
シリアルナンバー：0004
スーパーグッピータービンの4号機。N941NA 。NASA所有機。
エルパソ国際空港を拠点に活動中。

## 仕様 (SGT型)

スーパーグッピーの三面図

全幅47.625メートル（156フィート3インチ）
全長43.84メートル（143フィート10インチ）
高さ14.148メートル（46フィート5インチ）
貨物室33.8メートル x 7.62メートル x 7.62メートル（111フィート x 25フィート x 25フィート）
エンジンアリソン 501-D22C ターボプロップ4発、4680馬力
操縦乗員4

## 要目
巡航速度
252ノット（466.7キロメートル毎時）
実用上昇限度
3万2,000フィート（9753.6メートル）
最大航続距離
2,000マイル（3218.7キロメートル）
機体重量
10万1500ポンド（46.040トン）
最大積載重量
5万4500ポンド（24.721トン）
最大離陸重量
17万ポンド（77.111トン）

## ギャラリー

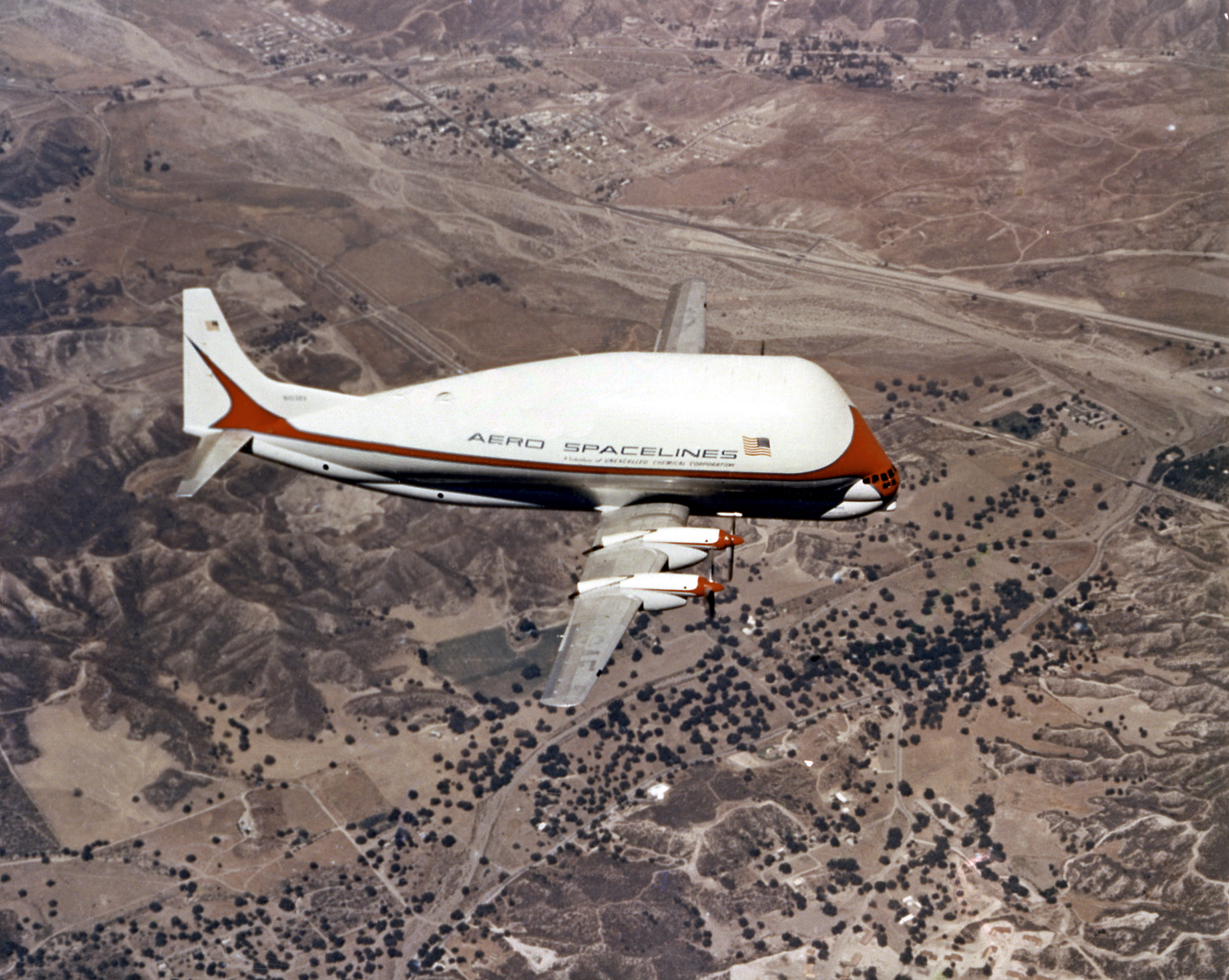
飛行中
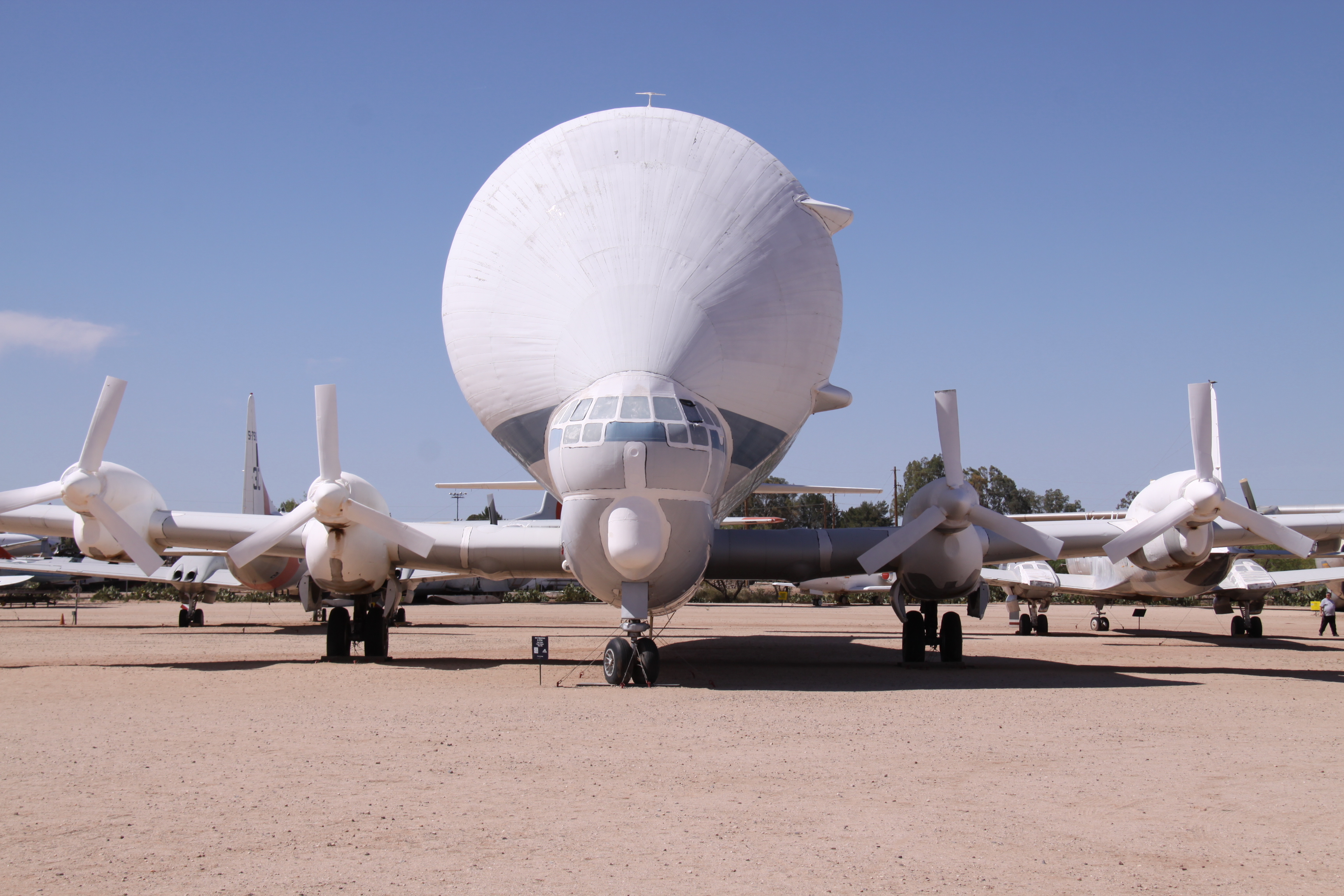
正面
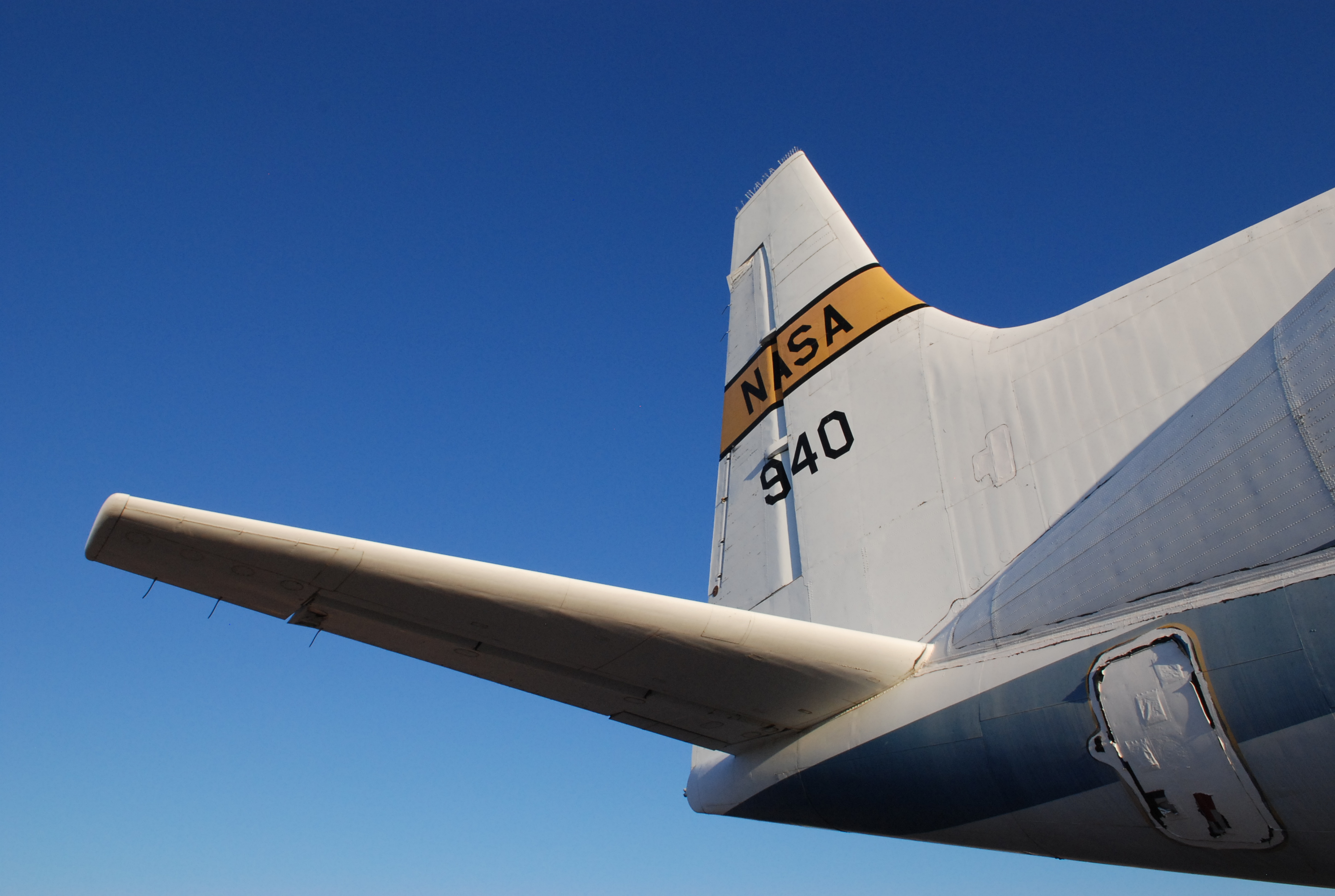
尾翼
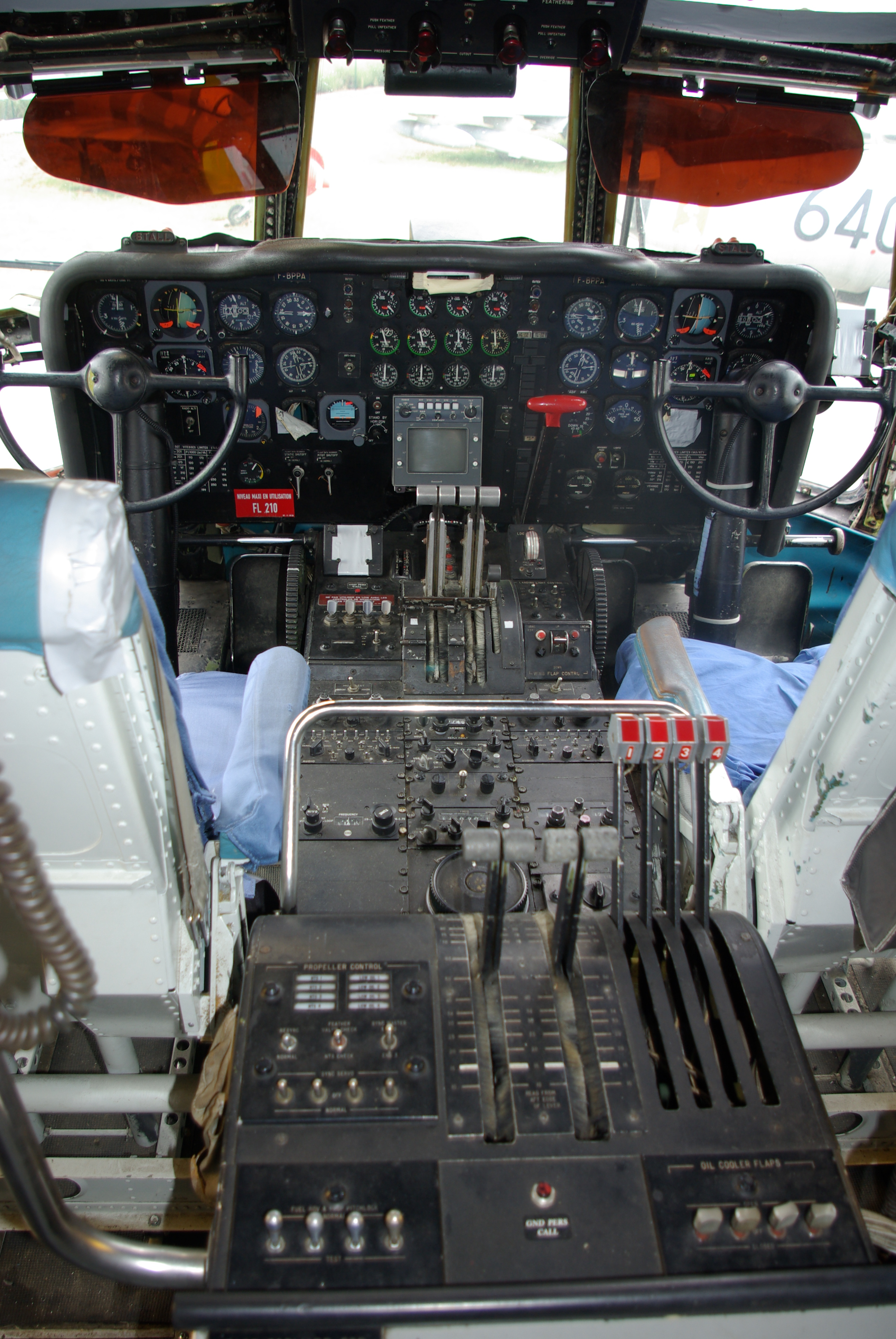
2号機の操縦席
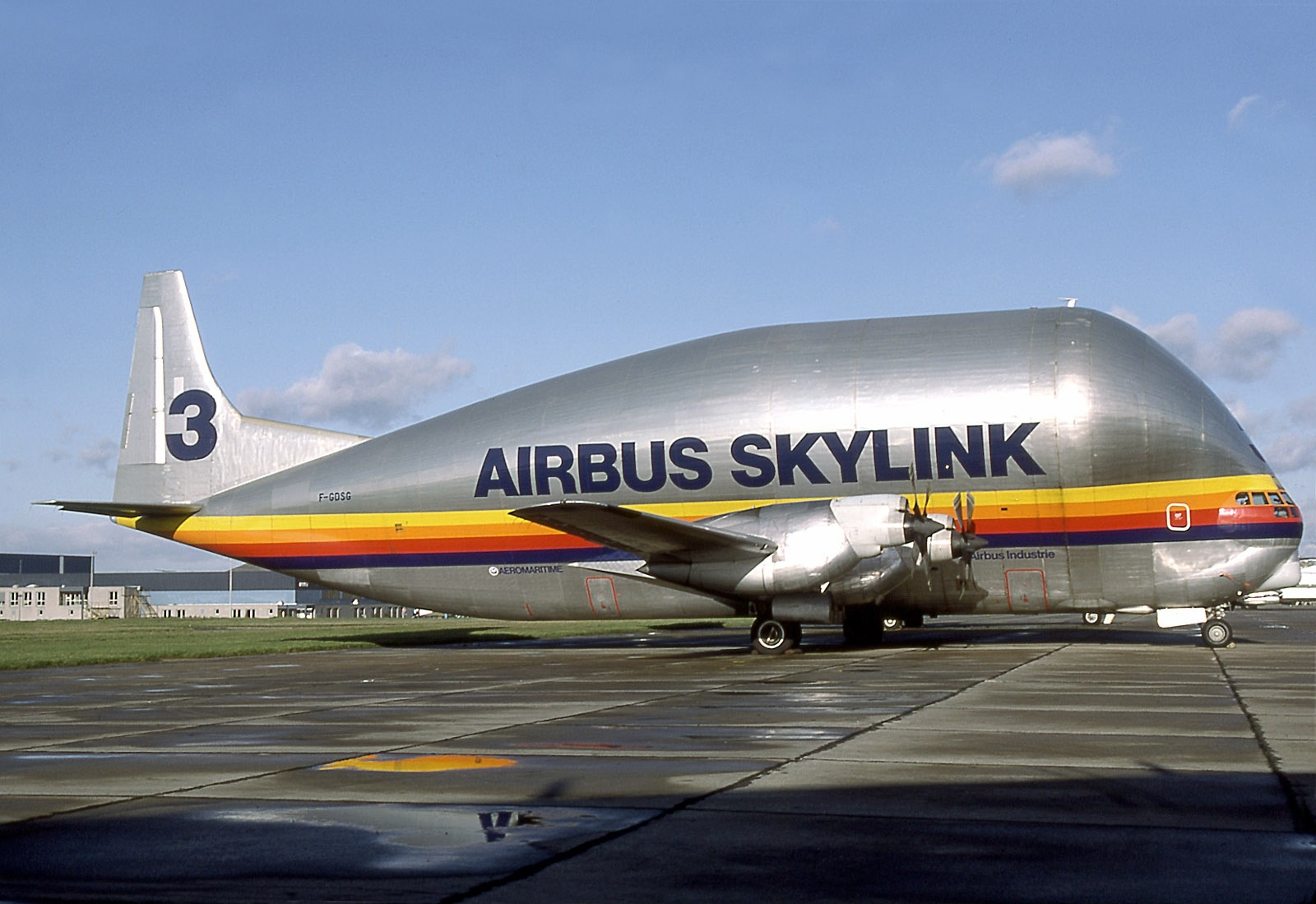
エアバスが利用していたスーパーグッピー3号機（1984年）
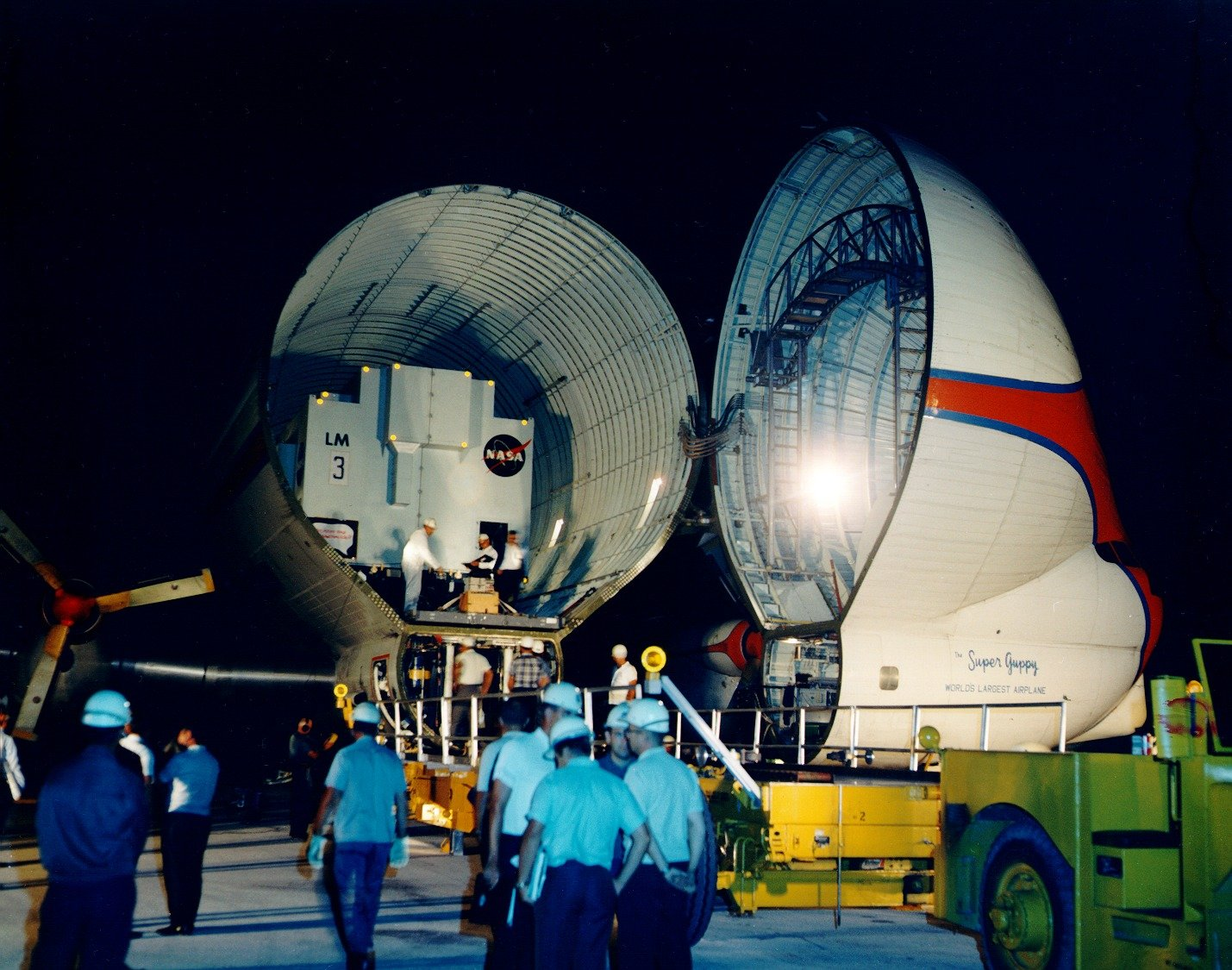
アポロ月着陸船を格納した状態
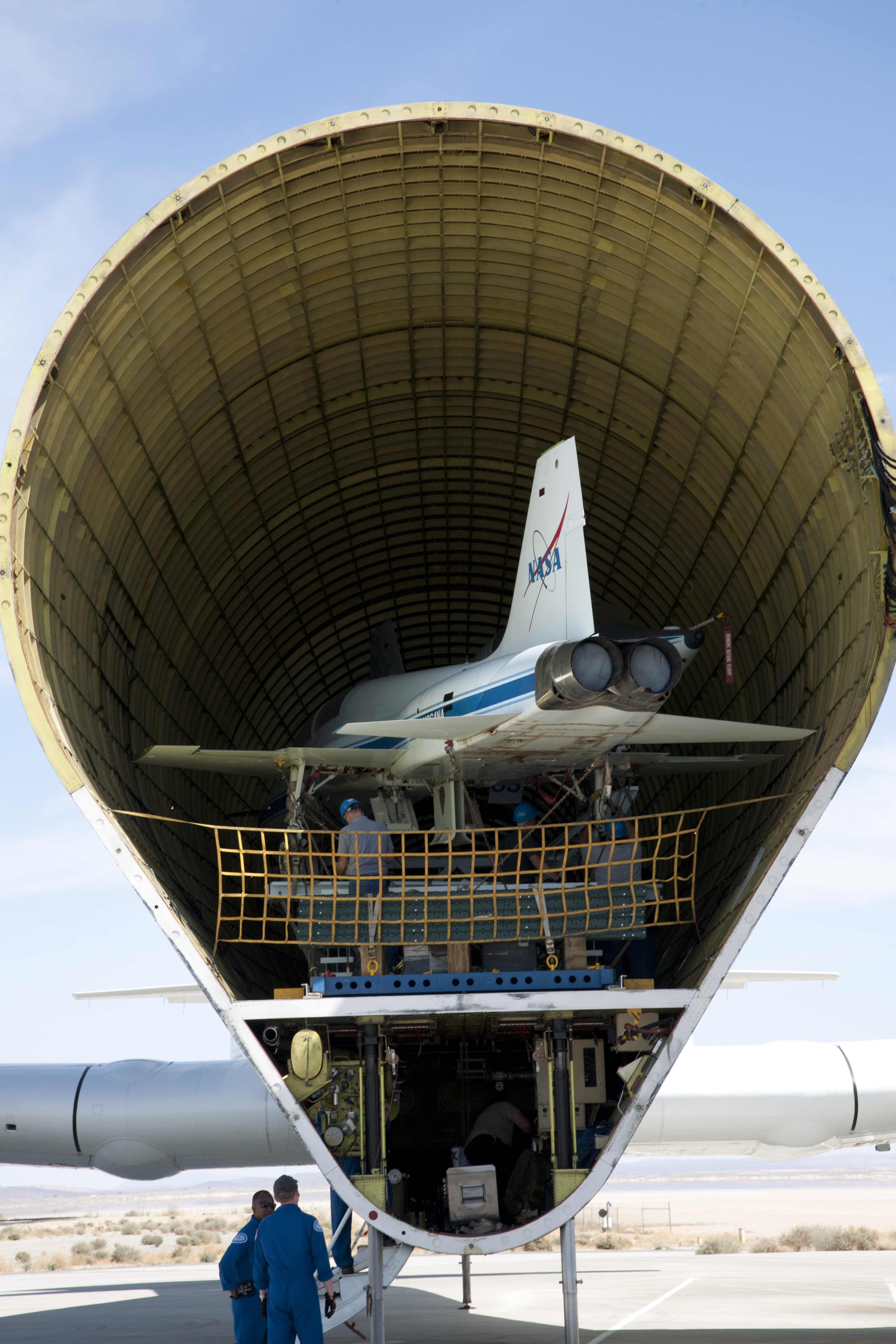
2機のT-38を格納した状態
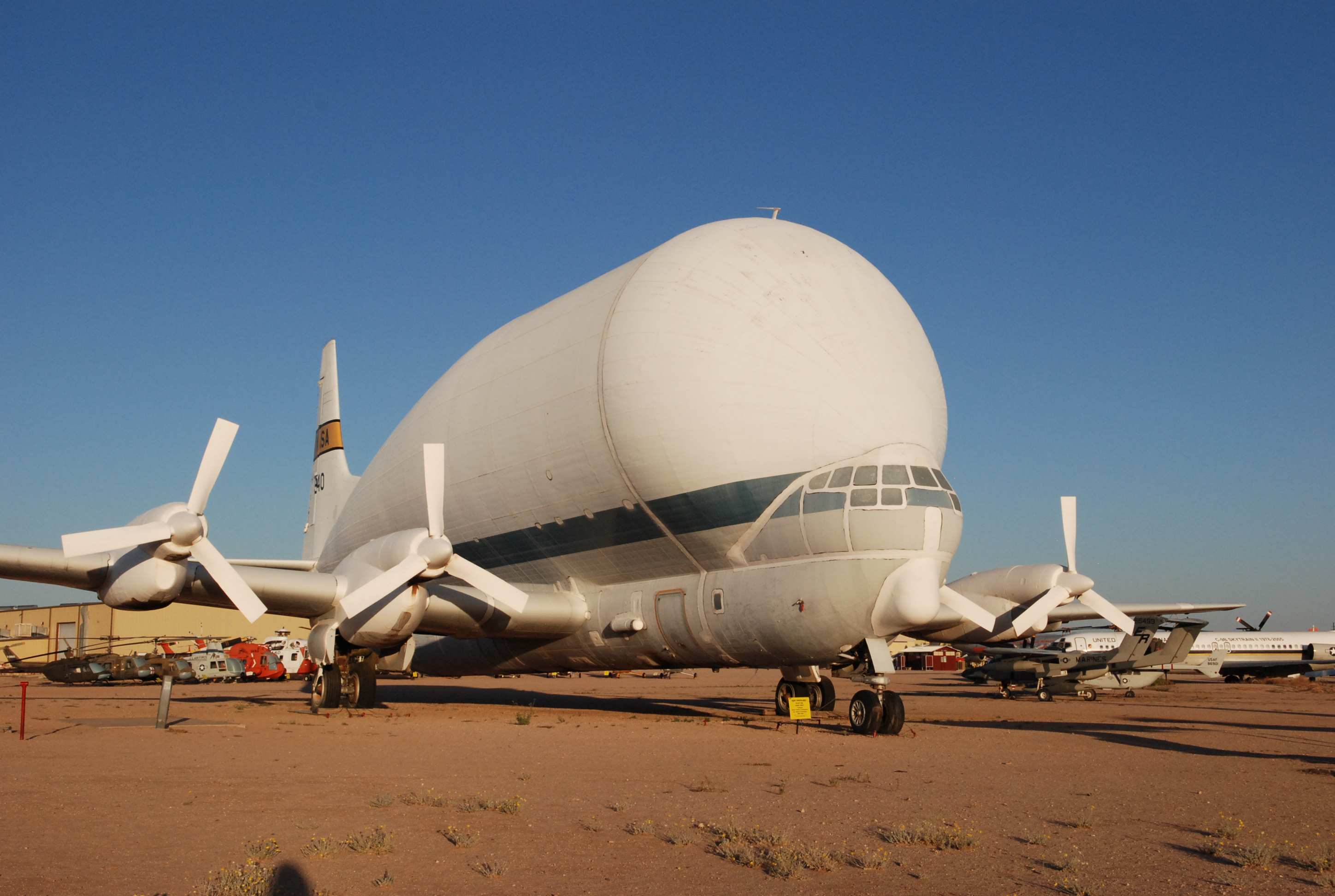
展示中のN940NS